# Goryō
Goryō (御霊?) è un termine usato nel folclore giapponese per indicare gli spiriti vendicativi di persone nobili o di successo morte con rancore o di morte prematura.
Il Goryō Shinkō (御霊信仰?, lett. "Credenza nel goryō") si riferisce alla credenza secondo cui l'onryō delle persone che sono morte in modo sfortunato causino infestazioni e disastri. Placando questi spiriti e trasformandoli in "goryō", le persone possono evitare le maledizioni e le catastrofi.

## Leggenda
Il nome è composto da due kanji: 御 (go), che significa "onorevole", e 霊 (ryō), "spirito" o "anima".
La credenza che gli spiriti di coloro che morivano con risentimento o rabbia dopo essere stati trattati ingiustamente causassero infestazioni esisteva prima del periodo Nara (710-794). Tuttavia, dal periodo Nara al periodo Heian (794-1185), quando le lotte politiche e le guerre erano frequenti, nacque la credenza che gli spiriti di coloro che morivano dopo essere stati sconfitti in una lotta di potere tra la nobiltà causassero pestilenze e disastri naturali. La credenza che se tali fantasmi fossero stati venerati come dei, i loro spiriti fossero stati placati e sarebbero diventati "goryō" portando la pace come divinità protettrici nacque durante il periodo Heian.
Santuari shintoisti furono costruiti per placare gli spiriti vendicativi e consacrarli come kami. Un esempio è il principe Sawara, che fu privato della sua posizione di principe ereditario ed esiliato sull'isola Awaji per morire nel 785. Dopo la sua morte, scoppiò un'epidemia di peste a Kyoto, che la gente temeva fosse causata dal suo spirito. Così fu costruito il santuario Kamigoryo a Kyoto nel 794 per placare il suo spirito, ed egli fu consacrato come kami.
Secondo le leggende, l'unico modo di placare questi spettri è l'intervento di uno Yamabushi, un monaco errante.
Un esempio di goryō è il kami shintoista noto come Tenjin. Il funzionario governativo Sugawara no Michizane cadde in disgrazia a causa di un complotto di un membro rivale del clan Fujiwara e morì in esilio, dopo due anni, nel 903. Successivamente alla sua morte, si succedettero una serie di calamità e i figli dell'imperatore Daigo morirono uno dopo l'altro, la Grande Sala delle Udienze (shishinden) del Palazzo Imperiale fu colpita ripetutamente da fulmini, e la città ha sopportato settimane di temporali e inondazioni. Attribuendo questi disastri allo spirito infuriato (onryō) dei Sugawara, la corte imperiale costruì il santuario Kitano a Kyoto e glielo dedicò. Restaurarono postumo il suo titolo e la sua carica e cancellarono dal verbale ogni menzione del suo esilio. Ma nemmeno questo fu sufficiente, e 70 anni dopo fu elevato alla carica di Daijō-daijin e deificato come Tenjin-sama. Divenne il dio patrono della calligrafia, della poesia e di coloro che subiscono ingiustizie.